# Sarah Janneh
Sarah Janneh (Tilburg, 9 januari 1994) is een Nederlands actrice en zangeres.

## Carrière
Janneh begon haar opleiding aan de MusicAllFactory in Tilburg, om vervolgens de vooropleiding Muziektheater te volgen aan Fontys Hogeschool voor de Kunsten. Janneh werd in 2012 aangenomen aan de Amsterdamse Toneelschool en Kleinkunstacademie, waar ze in 2016 afstudeerde.
Janneh schrijft vaste columns in &C: het tijdschrift van Chantal Janzen.

## Filmografie

### Film
- 2018: Taal is zeg maar echt mijn ding
- 2019: Nervosa
- 2020: De piraten van hiernaast
- 2022: Soof 3
- 2022: De piraten van hiernaast: De ninja's van de overkant
- 2024: Superkrachten voor je hoofd
- 2024: De z van zus
- 2025: Wheelie

### Televisie

#### Als actrice
- 2015: Moordvrouw
- 2015: Dokter Corrie
- 2016: Zwarte Tulp
- 2016: Jeuk
- 2016: Flikken Maastricht
- 2017: Van God Los
- 2018-heden: Het Klokhuis
- 2019: TreurTeeVee
- 2019: Even tot hier
- 2019: ANNE+
- 2020: All Stars en Zonen
- 2021: Undercover
- 2022: Tropenjaren
- 2024: Koningshuis the Musical

#### Overig
- 2023: Wie is de Mol?, deelnemer (eerste afvaller)
- 2025: Ranking the Stars, panellid[5]

## Theater
Sarah Janneh is sinds 2022 vast ensemble-lid van het NITE-ensemble.
- 2016: Borgen, Noord Nederlands Toneel
- 2017: Stil maar meisje, Theater Sonnevanck
- 2017: Fiddler on the Roof, Joop van den Ende en Albert Verlinde i.o.v. Stichting Theateralliantie
- 2018: De Wereldvergadering, Orkater
- 2018: All stars de musical, MORE theater producties
- 2020: 3 Zusters, Eline Arbo / Toneelschuur producties
- 2020: Before/After, NITE-voorstelling (Noord Nederlands Toneel + Club Guy & Roni)
- 2021: Eine Nacht in Venedig, Toneelschuur producties
- 2021: Witch Hunt, Noord Nederlands Toneel + Club Guy & Roni
- 2022: Exit Macbeth, Noord Nederlands Toneel
- 2023: Yara's Wedding, NITE
- 2024: Ocean Breeze, NITE
- 2025: Nachtwacht, NITE + Club Guy & Roni + HIIIT + AskoISchönberg + NKK NXT